# Fitzrovia

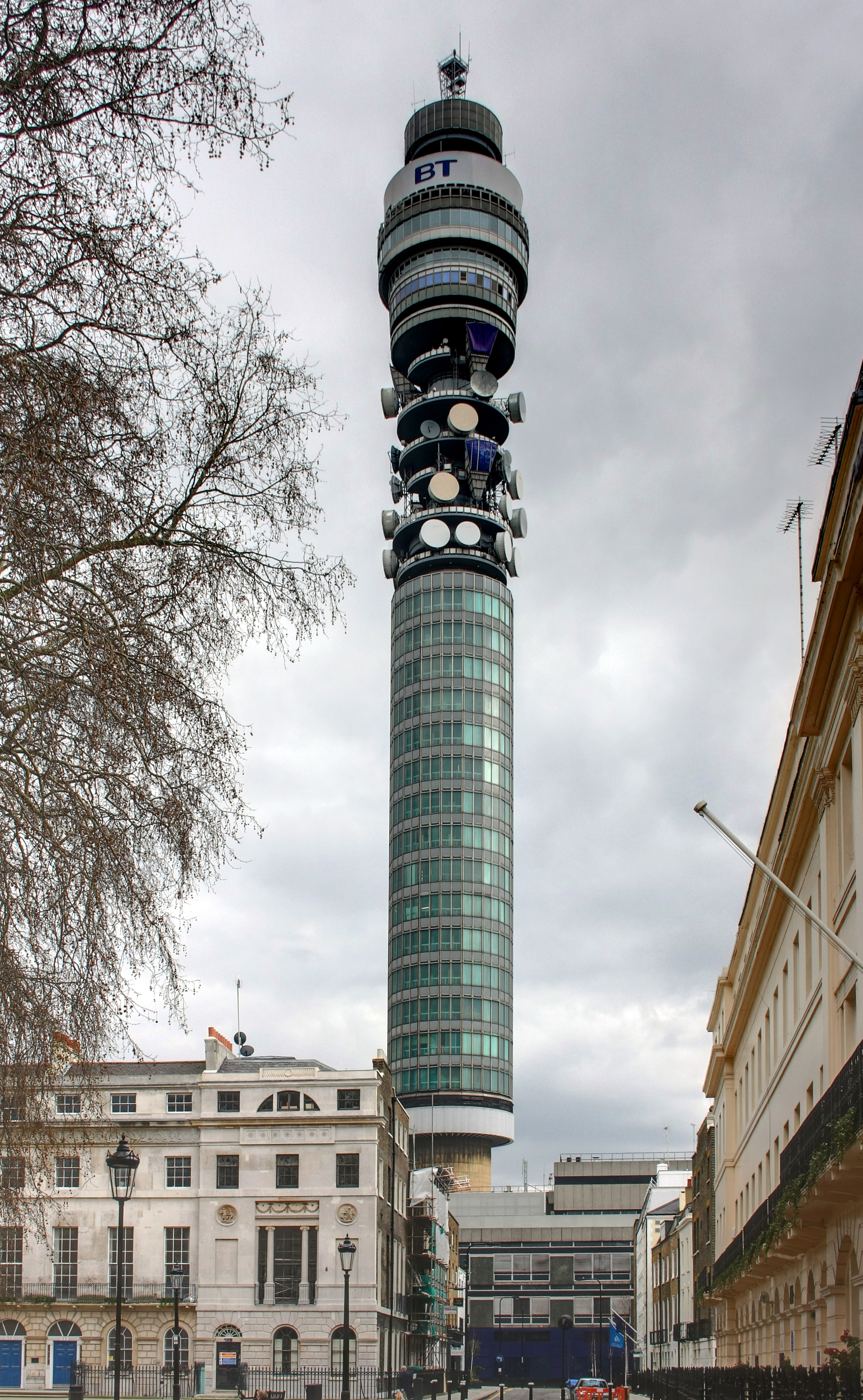
A torre da British Telecom, localizada na Cleveland Street, é um cartão-postal famoso de Fitzrovia.

Fitzrovia  é um distrito na Cidade de Westminster, na Região de Londres, na Inglaterra, e em parte no borough de Camden, situado entre Marylebone e Bloomsbury e ao norte de Soho. Caracteriza-se por ser uma área mista de residências, escolas, prédios comerciais e hospitais, sem nenhuma atividade dominante. Uma zona historicamente boêmia, serviu de lar para escritores como Virginia Woolf, George Bernard Shaw e Arthur Rimbaud. Embora muitas vezes descrito como sofisticado e lar de algumas celebridades, o bairro, assim como grande parte de Londres, possui grandes disparidades de riqueza e contém uma mistura de proprietários abastados e muitos inquilinos privados, do governo ou de moradias coletivas. O bairro é classificado como acima da média da privação.

## Etimologia
O bairro de Fitzrovia provavelmente recebeu seu nome a partir do Fitzroy Tavern, um pub situado na esquina da Charlotte Street e da Windmill Street. O nome foi adotado durante os anos entre-guerras pela comunidade artística e boêmia frequentadora do pub. O nome "Fitzroy" deriva da língua normanda e significa "filho do rei", embora geralmente é utilizado para definir o filho bastardo de um rei.
O nome foi impresso pela primeira vez em 1940, sendo utilizado pelo Membro do Parlamento Tom Driberg na coluna de fofocas de William Hickey no Daily Express. O escritor e dândi Julian MacLaren-Ross lembrou em suas memórias que Meary James Thurairajah Tambimuttu ou "Tambi", editor de Poetry London, usava o nome de Fitzrovia. Tambi aparentemente alegava ter inventado o nome.

## Geografia
Fitzrovia é delimitada por Euston Road, ao norte, Oxford Street, ao sul, Gower Street, a leste e Great Portland Street a oeste.